# Trinorfolkia cristata
Trinorfolkia cristata är en fiskart som först beskrevs av Kuiter, 1986.  Trinorfolkia cristata ingår i släktet Trinorfolkia och familjen Tripterygiidae. Inga underarter finns listade i Catalogue of Life.